# Африканов Олексій Федотович
Олексій Федотович Африка́нов (нар. 23 березня 1907, Санкт-Петербург — пом. 27 липня 1973, Суми) — радянський морський офіцер, учасник німецько-радянської війни; Герой Радянського Союзу з 1943 року.

## Біографія
Народився 10 [23] березня 1907 року в місті Санкт-Петербурзі (тепер Росія) в сім'ї робітників. Росіянин. Закінчив школу робітничої молоді і фабрично-заводську школу. Працював слюсарем на заводі «Більшовик».
У 1929 році призваний до Робітничо-селянського Червоного флоту. Проходив службу в Червонопрапорних силах Балтійського моря, служив торпедистом на лінійному кораблі «Паризька комуна», на сторожових торпедних катерах. В жовтні 1932 року залишився на позастрокову службу. Закінчив курси боцманів. У 1934 році призначений командиром торпедного катера, в 1938 році — командиром ланки торпедних катерів. Член ВКП(б) з 1939 року.
Учасник німецько-радянської війни з 1941 року: брав участь в обороні Одеси, в Керченсько-Феодосійській десантній операції. Катери Африканова робили набіги на бази і порти противника, висаджували розвідників в тил ворога, конвоювали кораблі. У Новоросійській десантній операції в вересні 1943 року торпедні катери під його командуванням, долаючи завісу вогню, прорвалися в порт і завдали торпедні удари по укріпленнях противника на пристанях. Катер, на якому знаходився командир групи, проходячи вздовж берега, вів безперервний кулеметний вогонь по противнику, підтримуючи висадку десантних загонів в порт.
У 1945 році переведений на Тихоокеанський флот СРСР, брав участь у радянсько-японській війні.
Після війни продовжував служити у Військово-морських силах СРСР. У 1947—1951 роках перебував на викладацькій роботі. Потім був направлений в навчальний загін на Чорноморський флот. У 1955 році вийшов у запас у військовому званні капітана 2-го рангу. Жив і працював в місті Сумах. Помер в Сумах 27 липня 1973 року. Похований в Сумах на Центральному кладовищі.

## Нагороди
Герой Радянського Союзу (указ Президії Верховної Ради СРСР від 18 вересня 1943 року; за мужність і відвагу, проявлені в боях за визволення Новоросійська від фашистських загарбників; орден Леніна № 16 958 і медаль «Золота Зірка» № 2 892).
Нагороджений
- орденами Леніна (5 листопада 1954), двома Червоного Прапора (9 листопада 1942; 15 листопада 1950), Суворова ІІІ-го ступеня (15 вересня 1943), Вітчизняної війни ІІ-го ступеня (1 вересня 1945), Червоної Зірки (3 листопада 1944)[1], Британської імперії V-го ступеня (за участь в оволодінні важливим вузлом оборони — портом і містом Сейсіном);
- медалями «За оборону Одеси», «За оборону Кавказу», «За перемогу над Німеччиною», «За перемогу над Японією»[1], а також болгарською медаллю.

## Вшанування пам'яті
- У місті Сумах, на початку вулиці Героїв Сталінграда, створена алея Слави, де представлені портрети 39 Героїв Радянського Союзу, чия доля пов'язана з містом Суми та Сумським районом, серед яких і портрет Олексія Афріканова;
- 31 серпня 2011 року в Сумах на будинку по проспекту Шевченка № 21, в якому з 1964 по 1973 рік жив Герой, встановлена меморіальна дошка[2].